# الوند زاده علي باشا
الوند زاده علي باشا  أحد ولاة الدولة العثمانية وقد نشأ في سلك الأمراء وولي بغداد سنة 982 ه‍/1574 م، خلفا للوالي علي باشا الدرويش إثر جلوس السلطان مراد الثالث. وانفصل عن ولاية بغداد سنة 995 ه‍/1586 م. ثم ولي إدارة نجد والأحساء، وفي سنة 1001 ه‍/1592 م، انفصل عنهما وسكن حلب. وفي ربيع الآخر سنة 1007 ه‍/1598 م، عاد واليا على بغداد للمرة الثانية.

## وفاته
وبعد شهرين من مباشرته بمنصب الوالي أي في جمادي الثانية سنة 1007ه‍، توفي في بغداد ونقل نعشه إلى حلب، وكان شيخاً جليلاً من أهل الثمانين. وخلفه الوالي جغاله زاده سنان باشا.

## أهم الحوادث
نسب إليه من حوادث جرت سنة 982 ه‍، وقال صاحب كلشن خلفا: انه إثر وروده بأمر من السلطان مراد الثالث قام بتعمير جامع الحسين بن علي سنة 984 ه‍، ومرقده المبارك سنة 991 ه‍، ومنارته سنة 982 ه‍، التي تعرف باسم منارة العبد، وقد هدمت قبل الحرب العالمية الثانية بسنوات في سنة 1356 ه‍/1937 م، ولم يبق لها أثر، وكانت منارة بيضاء بلا كاشي، بنيت في الجهة البسرى من نفس الحضرة. كما عمر جامع الشيخ عبد القادر الكيلاني.
وفي سنة 992 ه‍/1584 م، قام الوالي علي باشا بغزو المولى سجاد المشعشع فكتب نيازي الشاعر كتاباً في غزواته باسم (هزنامه علي باشا) ويسمى (ظفرنامه).

## دفتردار بغداد
وفي أواخر سنة 993 ه‍/1585 م، تولى عنده عالي أفندي وهو عالي أفندي مصطفى بن أحمد بن عبد المولى منصب دفترية بغداد وهذا كان أديب كامل ومؤرخ فاضل، وهو صاحب كتاب تاريخ (كنه الأخبار)، في مجلدات لا يزال بعضها مخطوطا، وله (كتاب مناقب هنروران) وفيه بيان عن الخطوط والخطاطبن وهو أيضا من مشاهير الخطاطين، ومؤلفاته كثيرة، والمطبوع منها (فصول الحل والعقد وأصول الخرج والنقد) ولم يذكر فيه اسم مؤلفه، دامت مدة بقائه في الدفترية إلى سنة 994 ه‍، فعزل عالي أفندي من دفترية بغداد، وتوفي سنة 1008 ه‍/1600 م.